# 邁西爾·伊茲圖里斯
邁西爾·伊茲圖里斯（Maicer Izturis，1980年9月12日—）生於委內瑞拉拉拉州巴基西梅托，前美國職棒大聯盟球員，他是一名右投左右開弓的打者。
伊茲圖里斯是另一名大聯盟球員芝加哥小熊隊的西瑟·伊茲圖里斯（César Izturis）同父異母的弟弟。1998年4月1日時和克里夫蘭印地安人隊以自由球員身份簽約，2003年時被交易到蒙特婁博覽會隊。
2004年，伊茲圖里斯在博覽會隊3A的艾德蒙頓捕獸人隊打出.338打擊率以及3支全壘打、36分打點的成績後，晉升大聯盟。在2004年8月27日的大聯盟處女秀上從聖地牙哥教士隊的丹尼斯·坦克斯利手上打出一支安打。這一年伊茲圖里斯出賽32場，打擊率.202，有1支全壘打和14分打點。
2004年11月19日，伊茲圖里斯和另一名外野手璜·瑞維拉一起被交易到洛杉磯安那罕天使，換來脾氣暴躁、和天使隊教練嚴重衝突的外野手荷西·吉恩（José Guillén）雖然伊茲圖里斯原本是游擊手，但是天使隊已經有一名金手套級的游擊手奧蘭多·卡布雷拉（伊茲圖里斯在博覽會隊的前輩），所以伊茲圖里斯只好轉為多功能的內野手。2006年球季時，天使隊的先發中外野手戴林·厄斯泰因傷進入傷兵名單，天使隊把陣中的超級工具人西恩·菲金斯調去外野防區，留下三壘防務的空缺就交由伊茲圖里斯接任。
2006年7月17日面對老東家克里夫蘭印地安人隊的比賽中，伊茲圖里斯打出生涯新高的單場四支安打，當天他五打數四安打，一分打點，跑回本壘得了三分。

## 生涯焦點
- 1999年獲得棒球美國選為新人等級的阿帕拉契聯盟（Appalachian League）第十大新秀。
- 2000-2001兩度獲選成為棒球美國評比克里夫蘭印地安人隊第九名新秀。
- 2002年獲選成為卡羅萊納聯盟（Carolina League）全明星隊。

## 延伸閱讀
- 委內瑞拉籍大聯盟球員

## 外部連結
- 梅西爾·伊茲圖里斯在美國職棒（英语）
- 梅西爾·伊茲圖里斯在Baseball-Reference.com（大聯盟）（英语）
- 梅西爾·伊茲圖里斯在Baseball-Reference.com（小聯盟以及海外聯盟）（英语）
- 梅西爾·伊茲圖里斯在ESPN（MLB）（英语）
- 梅西爾·伊茲圖里斯在FanGraphs.com（英语）
- 梅西爾·伊茲圖里斯在The Baseball Cube（英语）